# Полет 5017 на „Еър Алжери“
Полет 5017 на „Еър Алжери“ е международен пътнически полет от летище „Уагадугу“, Уагадугу, Буркина Фасо, до летище „Хуари Бумедиен“, Алжир, Алжир, управляван от „Суифтеър“. На 24 юли 2014 г. самолетът „Макдонъл Дъглас MD-83“, който изпълнява полета, се разбива близо до Хомбори, Мали, около 50 минути след като излзита от Уагадугу, и убива всички 110 пътници и 6 членове на екипажа на борда на машината. Два дни след катастрофата е съобщено, че екипажът поисква да се върне в Буркина Фасо, като първоначално прави опит и заявка да се отклони от курса си поради лошото време в района.
Френското бюро за разследване и анализ на безопасността на гражданското въздухоплаване, в помощ на малийските власти, публикува доклад от разследването през април 2016 г., в който се заключава, че докато самолетът лети на автопилот, натрупването на лед върху двигателите довежда до намаляване на тягата, а оттам срив и загуба на височина. Екипажът не успява да възстанови потока и самолетът се разбива в земята. Френското бюро издава няколко препоръки до „Еър Алжери“, Федералната авиационна администрация на Съединените американски щати и правителствата на Буркина Фасо и Мали.
Издадени са над 20 препоръки в отговор на катастрофата, няколко от които са свързани с минали авиационни инциденти, включително тези при полет 708 на „Уест Карибиън Еъруейс“, полет 447 на „Ер Франс“ и сериозния инцидент на борда на самолета при полет 970 на „Спирит Еърлайнс“. Някои от препоръките се основават на операции по търсене и спасяване, неизправности на звкузаписващото устройство в пилотската кабина и „спешна“ препоръка до Федералната авиационна администрация относно обледяването на самолетите.